# District du haut Subansiri
Le district du haut Subansiri est un district de l'état de l'Arunachal Pradesh, en Inde.

## Géographie
Au recensement de 2011, sa population compte 83 205 habitants.
Son chef-lieu est la ville de Daporijo. 